# Commelina acutissima
Commelina acutissima är en himmelsblomsväxtart som beskrevs av Ignatz Urban. Commelina acutissima ingår i släktet himmelsblommor, och familjen himmelsblomsväxter. Inga underarter finns listade.